# محوطه خرابه لار ۲
محوطه خرابه لار ۲ مربوط به دوران‌های تاریخی پس از اسلام است و در شهرستان تاکستان، بخش ضیاءآباد، روستای بوزندان واقع شده و این اثر در تاریخ ۲۵ خرداد ۱۳۸۱ با شمارهٔ ثبت ۵۷۰۶ به‌عنوان یکی از آثار ملی ایران به ثبت رسیده است.